# Regió d'Arusha
|  | Per a altres significats, vegeu «Arusha (desambiguació)». |

Arusha és una de les trenta regions administratives en les quals està dividida la República Unida de Tanzània. La seva principal població és la ciutat d'Arusha.

## Districtes
Aquesta regió es troba subdividida internament en cinc districtes:
1. Arumeru
2. Arusha
3. Karatu
4. Monduli
5. Ngorongoro

## Territori i Població
La regió d'Arusha té una extensió de territori que abasta una superfície de 33.809 quilòmetres quadrats. A més aquesta regió administrativa té una població d'1.292.973 persones. La densitat poblacional és de 38 habitants per cada quilòmetre quadrat de la regió.